# Gerundium
Gerundium är en verbform som betecknar pågående handlingar (ej att förväxla med gerundivum). Det är en infinit form av ett verb som fungerar som ett substantiv. Gerundium finns till exempel i latin, engelska och flera romanska språk, som franska. Svenskan saknar gerundium, och när satser med gerundium översätts till svenska används ofta infinitiv eller vanliga substantiv.

## Latin
I latin bildas gerundium genom att -nd fogas till presensstammen, och till detta fogas singularisändelserna för o-deklinationen. Gerundium förekommer ej i nominativ där i stället infinitiv presens aktivum används; gerundium används alltså enbart i oblikt kasus.

## Engelska
I engelska är gerundium (gerund) förvillande lik presens particip - den bildas genom att -ing fogas till verbstammen. Till skillnad från participet används dock inte gerundium tillsammans med ett hjälpverb, utan utgör istället subjekt eller objekt i satsen:
- Editing Wikipedia is fun. - Det är skoj att redigera Wikipedia.

Observera dock att gerundiumformen fortfarande är ett verb i det avseende att den till exempel kan ta ett objekt; i exemplet ovan Wikipedia.

## Franska
Gerundiumformen (på franska gérondif)  slutar ofta med -ant i franskan.
- En rentrant, j'ai croisé mon voisin. - När jag höll på att gå hem, träffade jag min granne.

## Spanska
"Gerundio"
I spanskan skapar man gerundium av hjälp av verbet "estar" i rätt tempus + verb i gerundium + ando/iendo (beroende på ändelse). I gerundium är det Estar's ändelse som visar vilken person det handlar om.
Verb som slutar på "ar", till exempel "Hablar" (att tala) får alltså ändelsen -ando:
- Estás hablando por teléfono. - Du talar i telefon.

Verb som slutar på "er" och "ir" får istället ändelsen -iendo:
- Sarita está comiendo. - Sara äter. Comer (att äta) är ett verb som slutar på "er".

- Está subiendo entre las calles en Gotemburgo. - Han/hon går upp mellan gatorna i Göteborg. Subir (att gå upp för, stiga upp) är ett "ir" verb

## Italienska
"Gerundio"
I italienskan skapar man gerundium av hjälp av verbet "stare" i rätt tempus + verb i gerundium + ando/endo (beroende på ändelse). I gerundium är det stare's ändelse som visar vilken person det handlar om.
Verb som slutar på "are", till exempel "parlare" (att tala) får alltså ändelsen -ando:
- stai parlando al telefono. - Du talar i telefon.

Verb som slutar på "ere" och "ire" får istället ändelsen -endo:
- Anna sta bevendo un caffè. - Anna dricker en kopp kaffe. bere (att dricka) är ett verb som slutar på "ere".

- Lei sta dormendo. - Hon sover. Dormire (att sova) är ett "ire" verb

## Svenska möjligheter
Svenskan har ingen fast gerundium-form, men det finns en verbform, som betecknar pågående handling, nämligen presens particip, t.ex. "seglande", "sminkande", "slående", "gående", som bildas på verbets stam plus suffixet -ande (efter trycksvagt -a, som försvinner, eller konsonant) och suffixet -ende (vid verb med tryckstark slutvokal). I vissa uttryck läggs ett "-s" till, t.ex. "vara till finnandes", "skam till sägandes". Presens particip kan också användas som ett substantiv, t.ex. "Åldrande(t) är något oundvikligt", "Detta är en gata för gående". På så vis fungerar presens particip som en svensk gerundium-form.